# That Hagen Girl
That Hagen Girl é um filme de drama estadunidense de 1947 dirigido por Peter Godfrey. O roteiro de Charles Hoffman foi baseado no romance de Edith Kneipple Roberts. O filme é estrelado por Shirley Temple, Ronald Reagan e Rory Calhoun. O ator Lois Maxwell recebeu um Globo de Ouro por sua atuação.

## Elenco
- Shirley Temple ...Mary Hagen
- Ronald Reagan ...Tom Bates
- Rory Calhoun ...Ken Freneau
- Conrad Janis ...Dewey Koons
- Lois Maxwell ...Julia Kane
- Dorothy Peterson ...Minta Hagen
- Charles Kemper ...Jim Hagen
- Penny Edwards ...Christine Delaney
- Jean Porter ...Sharon Bailey
- Harry Davenport ...juiz A. Merrivale
- Nella Walker ...Molly Freneau
- Winifred Harris ...Selma Delaney
- Moroni Olsen ...Trenton Gateley
- Frank Conroy ...Dr. Stone
- Kathryn Card ...Miss Grover
- Jack Mower ...Gossip (sem créditos)

## Recepção
O New York Times achou o roteiro amador e de Reagan e Temple escreveu: "Ronald Reagan mantém uma cara tão séria quanto pode enquanto faz o que deve ter lhe parecido o trabalho mais idiota de sua carreira (...) Shirley age com o desânimo de uma criança em idade escolar que acaba de ser roubada de uma casquinha de sorvete de duas bolas".